# 浮世情懷
《浮世情懷》是鳳飛飛產後加盟真善美聲視發行的首張專輯、鳳飛飛第七十五張個人專輯，也是鳳飛飛最後一張以黑膠唱片形式發行的專輯
。真善美唱片1991年2月發行。
此唱片由吉馬唱片出資，專輯中的〈心肝寶貝〉和〈追夢人〉兩首歌由羅大佑製作，〈心肝寶貝〉也是專輯中唯一的台語歌。
此專輯售出120萬張，並在《1975-1993台灣流行音樂百張最佳專輯》（台灣流行音樂200最佳專輯）評選獲得第70名。

## 專輯曲目
| 曲序 | 曲名             | 作詞   | 作曲   | 編曲   | 製作人         | 長度 | 備註 |
| 01   | 走的多遠想你多久 | 陳家麗 | 陳揚   | 陳揚   | 陳揚           |      | |
| 02   | 追夢人           | 羅大佑 | 羅大佑 | 花比傲 | 羅大佑         |      | 又名〈青春無悔〉，原唱：袁鳳瑛 改編自袁鳳瑛的歌曲天若有情 台視八點檔連續劇雪山飛狐片尾曲 高勝美翻唱；收錄於〈經典金選 (2)〉專輯 |
| 03   | 談了一夜         | 小野   | 陳揚   | 陳揚   | 陳揚           |      | |
| 04   | 站在這裡         | 娃娃   | 蔣三省 | 陳揚   | 陳揚           |      | |
| 05   | 串串牽掛         | 黃霑   | 黃霑   | 陳揚   | 陳揚           |      | |
| 06   | 浮世情懷         | 厲曼婷 | 殷文琦 | 陳揚   | 陳揚           |      | 大小百合翻唱；收錄於〈水問〉專輯 |
| 07   | 很想找個地方     | 許常德 | 吳旭文 | 陳揚   | 陳揚           |      | |
| 08   | 生命的每一次遇合 | 陳樂融 | 陳揚   | 陳揚   | 陳揚           |      | |
| 09   | 心肝寶貝         | 李坤城 | 羅大佑 | 羅大佑 | 羅大佑         |      | 音樂磁場翻唱；收錄於〈台語經典名曲 5〉 大小百合翻唱；收錄於〈十大冠軍曲 2〉專輯 李翊君翻唱；收錄於〈天荒地老〉專輯 蔡幸娟翻唱；收錄於〈媽媽情歌〉專輯 袁鳳瑛翻唱粵語版（《心經》）；收錄於〈若是你能聽見〉專輯 黃鶯鶯翻唱；收錄於〈搖籃曲〉專輯 |
| 10   | 碧海青天         | 黃霑   | 黃霑   | 張乃仁 | 李安修／賴呈晉 |      | |

## 專輯版本
- 黑膠唱片[2]
  - 1991年2月台灣真善美唱片發行
  - 2013年10月4日台灣飛躍製作；禾廣娛樂發行
    - 復刻水晶膠
    - 美國壓製限量紀念版，無獨立流水編號

  - 2013年12月27日台灣飛躍製作；禾廣娛樂發行
    - 復刻黑膠、彩膠
    - 200 GRAM美國壓製限量紀念版，彩膠附獨立流水編號，黑膠無獨立流水編號
- 卡帶
  - 1991年2月台灣真善美唱片發行
  - 1991年馬來西亞南方唱片發行
  - 1991年3月新加坡傑士製作公司 (Jazz Production)+ Arts Music發行[3][4]
- CD
  - 1991年2月台灣真善美唱片發行
  - 2012年4月3日台灣飛躍製作；禾廣娛樂發行
  - 2012年12月27日台灣飛躍製作；禾廣娛樂發行
  - 2012年馬來西亞南方唱片發行
    - 【南方金典系列 雙碟裝·珍藏版 鳳飛飛-浮世情懷】
    - CD1：【浮世情懷】專輯；CD2：【秋鸞】專輯

  - 2015年馬來西亞南方唱片發行
    - 新加坡版背面蓋有“新加坡版”小印章

  - 2016年12月30日台灣飛躍製作；禾廣娛樂發行
    - HQCD
    - 日本Memory Tech壓製，限量500張

## 獎項

### 金曲獎
| 年份   | 頒獎典禮    | 獎項                 | 作品                       | 結果 |
| 1991年 | 第3屆金曲獎 |                      |                            |      |
| 1991年 | 第3屆金曲獎 | 年度歌曲獎           | 心肝寶貝                   | 提名 |
| 1991年 | 第3屆金曲獎 | 最佳作曲人獎         | 羅大佑〈心肝寶貝〉         | 提名 |
| 1991年 | 第3屆金曲獎 | 最佳方言歌曲作詞人獎 | 李坤城、羅大佑〈心肝寶貝〉 | 提名 |

## 外部連結
. Discogs.   [2024-11-01].
木子. . Newspaper SG. 聯合早報. 1991-03-24  [2024-11-01].